# پژو ۴۰۴
پژو ۴۰۴ (به انگلیسی: Peugeot 404) خودرویی است که در سال‌های ۱۹۶۰ تا ۱۹۷۵ (اروپا) ۱۹۹۱ (کنیا) تولید شده‌است. طراحی آن خودروهای موتور جلو-محور عقب بوده‌است. سیستم جعبه‌دندهٔ آن ۳ دنده به صورت خودکار و ۴ دنده به صورت دستی است.
بر اساس شواهد نخستین محصول پرفروش پژو در ایران، مدل چهار در صندوق‌دار ۴۰۴ بود. طبق آمار، ۲ میلیون و ۸۸۵ هزار و ۳۷۴ دستگاه از پژو ۴۰۴ تولید شد.
این محصول را مؤسسه معتبر طراحی Pinifarina ایتالیا طراحی کرده بود.
۴۰۴ از سال ۱۹۶۰ تا سال ۱۹۷۵ یعنی به مدت ۱۵ سال در خط تولید کارخانه پژو در شهر سوشو فرانسه باقی ماند. هم‌چنین از سال ۱۹۶۲ تا ۱۹۸۰ هم در آرژانتین و استرالیا به تولید رسید.
اما این خودرو حتی تا سال ۱۹۹۱ در کنیا روی خط تولید قرار داشت.
از این‌رو بسیاری از علاقه‌مندان به بازسازی این خودرو در سراسر جهان، برای تهیه لوازم یدکی و تزئینی مدل ۴۰۴ به‌دنبال خرید از بازارهای کنیا و آرژانتین و استرالیا هستند. هرچند قطعات یدکی این خودرو در سال‌های اخیر بسیار گران شده‌است اما هنوز هم بسیاری از قطعات آن را می‌توان حتی در ایران پیدا کرد.
زیرا تعداد بسیار زیادی از این مدل راهی ایران شد. به‌عبارتی می‌توان گفت ایرانیان پژو را به‌صورت واقعی با مدل ۴۰۴ شناختند و بعدها مدل ۵۰۴ توانست پژو را در ایران به اوج برساند.
۴۰۴ یک ویژگی دیگر نیز در ایران دارد.
این خودرو مورد استفاده بسیاری از مدیران دولتی، روحانیون معروف و در کل سیاسیون ایران بوده‌است. از این رو به پژو آخوندی معروف شد.
پینین‌فارینا در طراحی این خودرو سعی کرد از نهایت سادگی و البته سبک و سیاق خودش استفاده کند. به همین دلیل چهره‌ای را برایش پدیدآورد که هم در زمان خودش شیک بود و هم بدون شلوغی. چراغ‌های جلو مثل خودروهای آن روزگار شامل ۲ چراغ گرد بزرگ بودند. راهنماها نیز در زیر این چراغ‌ها قرار داشتند. البته در طول سالیان دراز تولید چهره خودرو گاهی دچار تغییرات شده‌است. اما استایل کلی همیشه بیان‌گر یک ۴۰۴ اصیل بوده‌است.
.

## نگارخانه

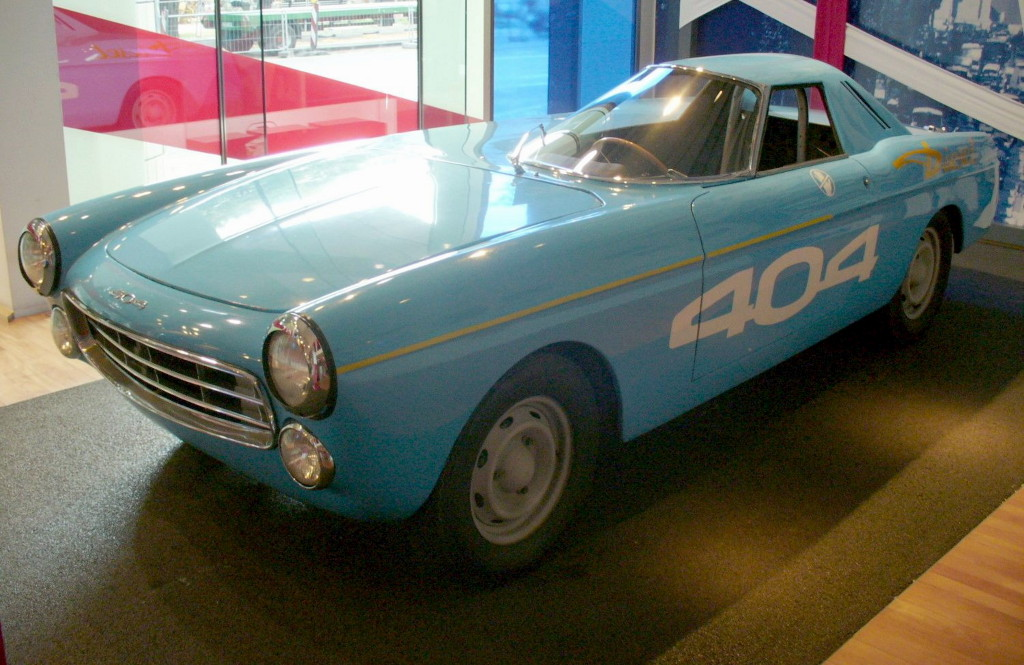
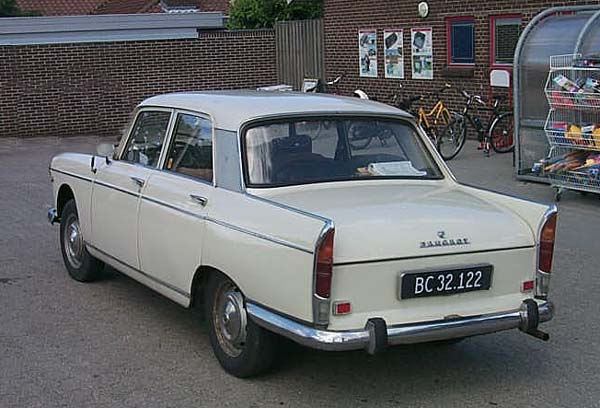
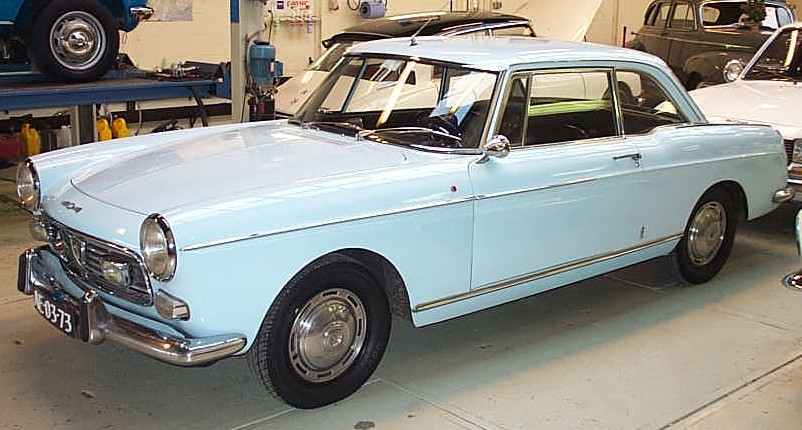
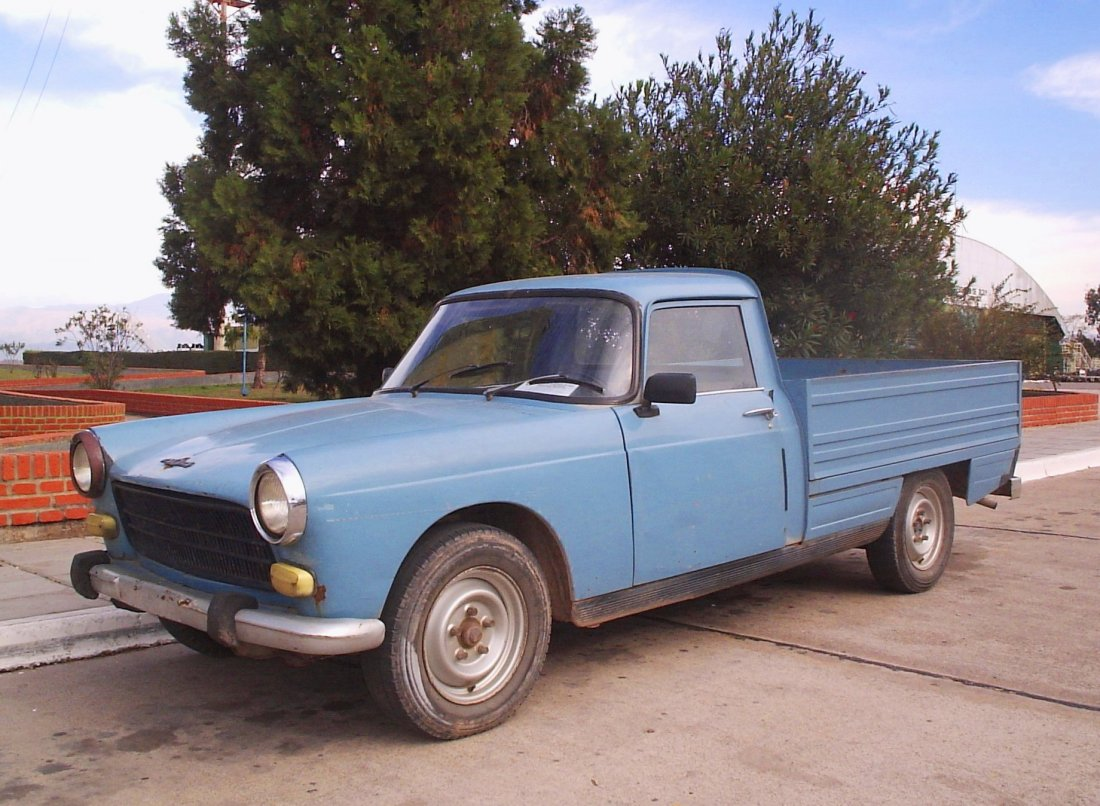